# Döbbrick
Döbbrick, niedersorbisch Depsk, ist ein Ortsteil der Stadt Cottbus in der Niederlausitz in Brandenburg. Bis zur Eingemeindung am 6. Dezember 1993 war Döbbrick eine eigenständige Gemeinde im damaligen Landkreis Cottbus.

## Geografie
Der Ort liegt sechs Kilometer nördlich der Cottbuser Stadtmitte am linken Ufer der Spree. Die Gemarkung von Döbbrick grenzt im Norden an Drehnow, im Nordosten an Turnow und die Stadt Peitz, im Osten an Maust, im Südosten an Skadow sowie im Südwesten und Westen an Sielow mit seinen Ausbausiedlungen und Masnick’s Häuslergut. Zum Ortsteil Döbbrick gehören die Wohnplätze Döbbrick Ost östlich des Kernortes und Maiberg nördlich des Kernortes. Weitere Nachbarorte, an deren Gemarkungen Döbbrick nicht direkt grenzt, sind Willmersdorf im Osten und Dissen im Westen.

## Geschichte

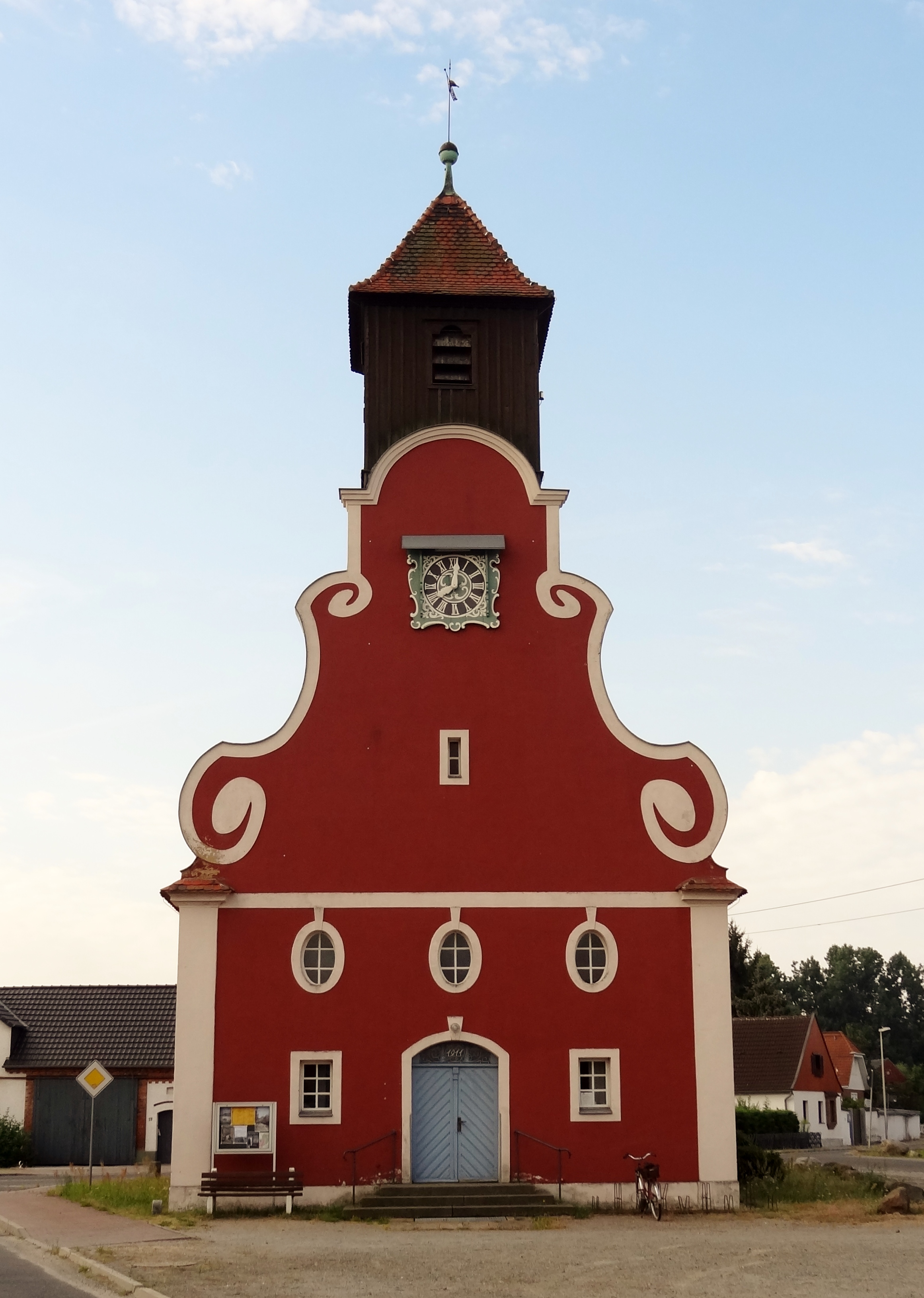
Dorfkirche Döbbrick

Döbbrick wurde im Jahr 1551 als Dobrigk erstmals urkundlich erwähnt. Der Ortsname ist von dem niedersorbischen Wort debr = „Talmulde, Senke“ abgeleitet und bezeichnet eine tiefer gelegene Siedlung. Döbbrick gehörte zur Herrschaft Cottbus und lag somit innerhalb einer markbrandenburgischen Exklave innerhalb des Markgraftums Niederlausitz und später des Kurfürstentums Sachsen. Anfang des 19. Jahrhunderts hatte der Ort 272 Einwohner, von den Haushalten waren dreizehn Halbbauern, 31 Kossäten, acht Büdner und vier Einlieger. Das Dorf war unter 15 verschiedenen Grundherren aufgeteilt. Kirchlich gehörte Döbbrick zur Klosterkirchengemeinde. Durch den Tilsiter Frieden wurde die Herrschaft Cottbus im Jahr 1807 Teil des Königreiches Sachsen. Dort blieb Döbbrick aber nur knapp acht Jahre, nach der auf dem Wiener Kongress beschlossenen Teilung des Königreiches Sachsen kam die gesamte Niederlausitz an das Königreich Preußen.
In Preußen gehörte Döbbrick zur Provinz Brandenburg, bei der Gebietsreform im Jahr 1816 wurde der Ort dem Kreis Cottbus im Regierungsbezirk Frankfurt zugeordnet. Anfang der 1840er Jahre hatte Döbbrick (der Ort wurde zu dieser Zeit alternativ auch Döbbrig geschrieben) 386 Einwohner. 1857 wurde in Döbbrick eine eigene Kirchengemeinde gegründet. Bis 1864 stieg die Einwohnerzahl in dem Ort auf 566 Einwohner in 102 Gebäuden, zu Döbbrick gehörten zu diesem Zeitpunkt sieben Ausbauten sowie die Kolonie Maiberg. Bei der Volkszählung vom 1. Dezember 1871 lebten in der Landgemeinde Döbbrick 587 Einwohner in 99 Familien und drei Einzelhaushalten. Von den Einwohnern waren 307 Männer und 280 Frauen; 138 Einwohner waren Kinder unter zehn Jahren und alle Einwohner waren evangelisch-lutherischer Konfession. Von den Einwohnern entfielen 510 auf Döbbrick und 77 auf Maiberg.
Noch bis ins späte 19. Jahrhundert war Döbbrick ein rein sorbischsprachiges Dorf. Arnošt Muka ermittelte für seine Statistik über die sorbische Bevölkerung in der Lausitz im Jahr 1884 für die Landgemeinde Döbbrick 633 Einwohner, die ausschließlich Sorben waren. Der Kreis Cottbus wurde 1886 in Landkreis Cottbus umbenannt. Am 1. Dezember 1910 hatte Döbbrick 704 Einwohner. Im folgenden Jahr wurde im Bereich des Dorfangers die Döbbricker Dorfkirche errichtet. Nach dem Ende des Zweiten Weltkrieges wurde der Ort Teil der Sowjetischen Besatzungszone und lag dort ab 1947 im Land Brandenburg. Nach der Gründung der DDR im Jahr 1949 und einer Gebietsreform am 25. Juli 1952, bei der die Länder und Landkreise in der DDR aufgelöst wurden, wurde Döbbrick dem Kreis Cottbus (ab 1954 Kreis Cottbus-Land) im Bezirk Cottbus zugeordnet. Im Jahr 1954 hatten von 1017 Einwohnern in Döbbrick noch 80,3 Prozent Sorbischkenntnisse. Am 1. Januar 1974 wurde Skadow nach Döbbrick eingemeindet.
Nach der Wiedervereinigung lag Döbbrick zunächst im Landkreis Cottbus im Land Brandenburg. Am 6. Dezember 1993, zeitgleich mit der Kreisreform in Brandenburg, wurde Döbbrick nach Cottbus eingemeindet und dort zu einem Ortsteil. Der eingemeindete Ort Skadow ist seitdem ebenfalls ein Ortsteil der kreisfreien Stadt Cottbus.

## Sehenswürdigkeiten
Die Dorfkirche Döbbrick entstand im Jahr 1911 im Stil des Neorokoko. Die Kirchenausstattung stammt aus der Bauzeit.

## Einwohnerentwicklung
| Jahr | Einwohner |
| ---- | --------- |
| 1875 | 605       |
| 1890 | 704       |
| 1910 | 704       |

| Jahr | Einwohner |
| ---- | --------- |
| 1925 | 757       |
| 1933 | 730       |
| 1939 | 904       |

| Jahr | Einwohner |
| ---- | --------- |
| 1946 | 1.103     |
| 1950 | 1.027     |
| 1964 | 0852      |

| Jahr | Einwohner |
| ---- | --------- |
| 1971 | 808       |
| 1981 | 958       |
| 1985 | 954       |

| Jahr | Einwohner |
| ---- | --------- |
| 1989 | 0991      |
| 1992 | 0963      |
| 2006 | 1.698     |

| Jahr | Einwohner |
| ---- | --------- |
| 2012 | 1.735     |
| 2020 | 1.675     |

Gebietsstand des jeweiligen Jahres, ab 1981 mit Skadow

## Persönlichkeiten
- Bernd Zielinski (1950–1996), Fußballspieler